# Charles W. Morris (boxeador)
Charles W. "Charley" Morris fue un boxeador británico. Obtuvo una medalla de plata en la categoría de peso pluma durante los Juegos Olímpicos de Londres 1908.